# JSLint
JSLint é um programa de análise estática usado no desenvolvimento de software para checar se o código-fonte de um programa escrito em JavaScript compila com as regras de codificação da linguagem. Foi desenvolvido por Douglas Crockford. Ele é fornecido principalmente como uma ferramenta on-line, mas também foi adaptado também para uso em linhas de comando.

## Licença
A licença do JSLint é derivada da licença MIT. A única modificação é a adição de "O programa deve ser usado para o bem, não para o mal". 
De acordo com a Free Software Foundation, essa cláusula torna a licença não livre. A cláusula tem impedido que softwares relacionados ao JSLint sejam hospedados no Google Code e que sejam incluídos nos repositórios de software livre do Debian.. Devido a essa restrição, segundo Crockford, a IBM pediu-lhe uma licença para fazer o mal, de modo que seus clientes pudessem usar o software.